# (442) Eichsfeldia
(442) Eichsfeldia ist ein Asteroid des Hauptgürtels, der am 15. Februar 1899 von  den deutschen Astronomen Max Wolf und Arnold Schwassmann in Heidelberg entdeckt wurde.
Der Asteroid ist nach der deutschen Region Eichsfeld benannt.